# Hans Albers

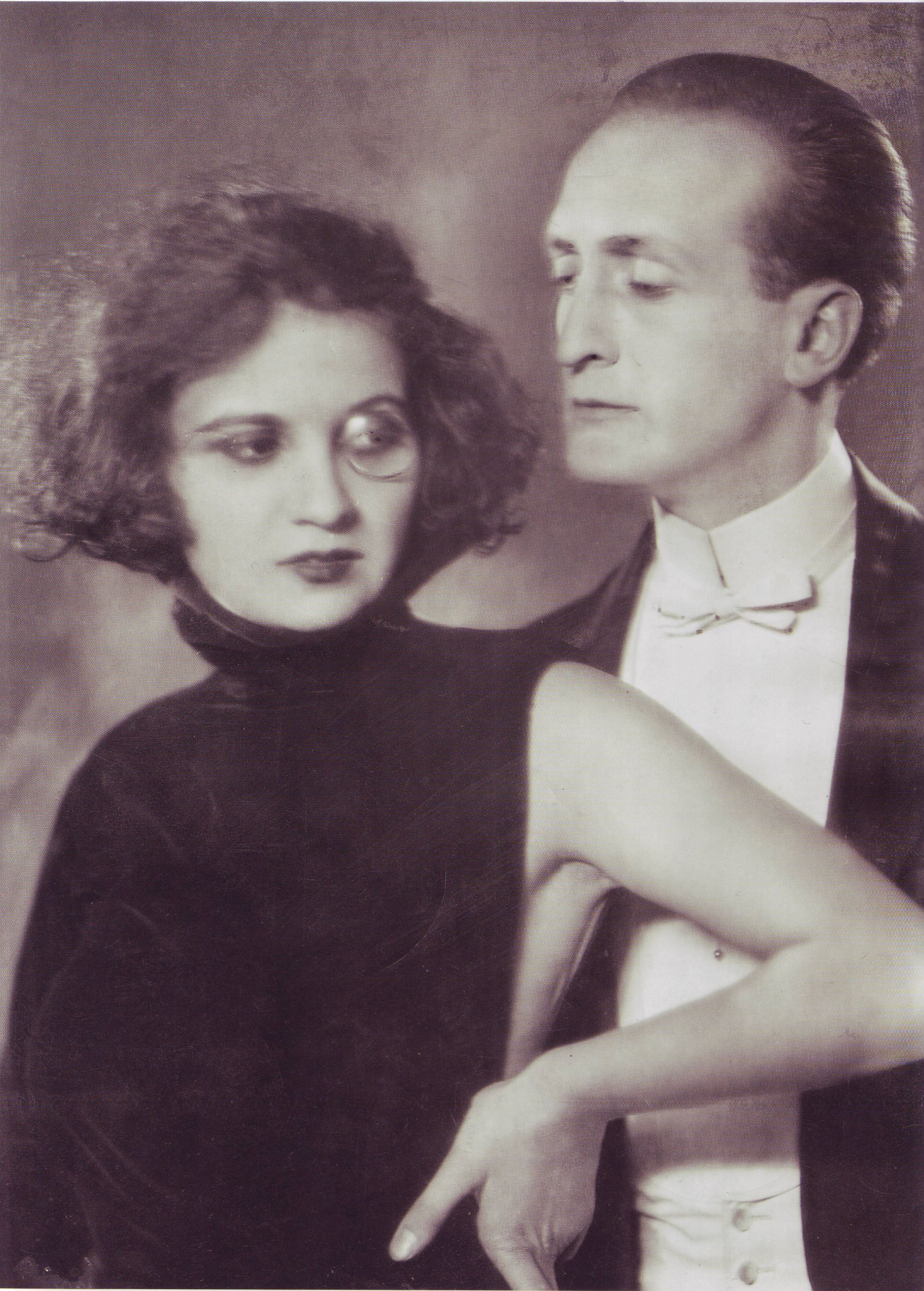
Hans Albers con una mujer, 1924

Hans Albers (22 de septiembre de 1891 – 24 de julio de 1960) fue un cantante y actor teatral y cinematográfico alemán, el intérprete alemán más importante entre los años 1930 y 1945.

## Biografía
Su nombre completo era Hans Philipp August Albers, y nació en Hamburgo, Alemania. Hijo de un carnicero, se crio en el distrito hamburgués de St. Georg. Siendo adolescente se interesó vivamente en la actuación, y tomó clases sin darlo a conocer a sus padres. En 1915 Albers fue reclutado para servir en el ejército alemán en la Primera Guerra Mundial, resultando pronto herido. Tras la contienda fue a vivir a Berlín, donde encontró trabajo como actor cómico en varios teatros de la ciudad, consiguiendo la notoriedad gracias a su actuación en la obra Verbrecher. Fue también en Berlín donde Albers empezó una relación sentimental con la actriz Hansi Burg (1898–1975), la cual se mantuvo hasta la muerte del actor.
Tras actuar en más de cien películas mudas, Albers protagonizó el primer film sonoro alemán, Die Nacht gehört uns, en 1929. Poco después encarnó a Mazeppa en el clásico protagonizado por Marlene Dietrich El ángel azul. Albers consiguió la fama en 1930 con la película Der Greifer, y a lo largo de los años 1930 fue consolidando su estrellato gracias a personajes igualmente atrevidos. Probablemente se encontraba en su mejor momento cuando trabajó junto a Heinz Rühmann en Bomben auf Monte Carlo (1931), repitiendo ambos en Der Mann, der Sherlock Holmes war (1937). Muchas de las canciones que Albers interpretaba en sus películas se convirtieron en grandes éxitos, y algunas de ellas siguen siendo populares hoy en día.
Cuando los Nazis llegaron al poder en 1933, Albers y su compañera, Hansi Burg, de raíces judías, se mudaron al Lago de Starnberg, en Baviera. Aunque nunca apoyó públicamente al régimen nazi, Albers llegó a ser el actor más famoso de la época. A pesar de que el actor era miembro del partido, siempre evitó que públicamente se le asociara con el mismo. Como un signo definitivo de su fama, los nazis llegaron a aceptar durante largo tiempo su relación con Hansi Burg. Sin embargo, Albers finalmente cedió ante la presión, y Hansi Burg huyó a Suiza y después al Reino Unido en 1939, aunque la pareja mantuvo su relación en secreto, encargándose él de apoyar económicamente a Burg. Ambos pudieron reunirse tras la Segunda Guerra Mundial, cuando ella volvió a Alemania vistiendo un uniforme británico.

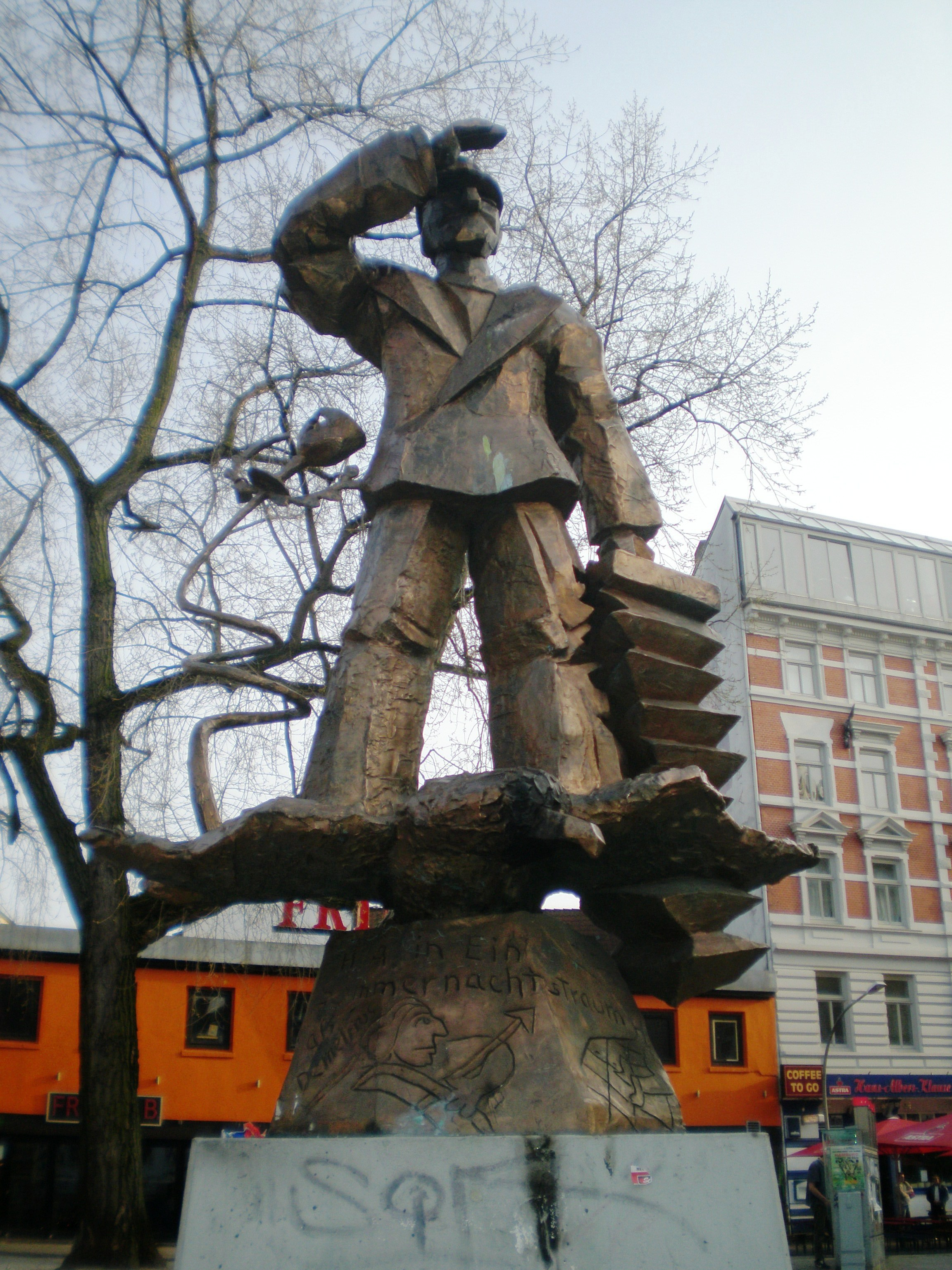
Estatua de Hans Albers en la Plaza Hans Albers, en Hamburgo. Por Jörg Immendorff, 1986.

En 1943 Albers recibió una importante cantidad de dinero por actuar en una cinta de gran presupuesto rodada con motivo del 25º aniversario de la Universum Film AG, Münchhausen, pero fue cuidadoso para no dar la impresión de que respaldaba al régimen nazi. Ese mismo año rodó otro clásico alemán, Große Freiheit Nr. 7, con la actriz Ilse Werner. Parece ser que algunas escenas fueron rodadas en Praga debido a los daños causados por los bombardeos en Hamburgo. 
Finalizada la guerra, Albers fue capaz de evitar la crisis financiera y el ostracismo al que se enfrentaban muchos actores profesionales, gracias a su relación con Hansi Burg. A pesar de ello, los "héroes" alemanes se consideraban indeseables por el gobierno de ocupación, que quería promocionar sus propias estrellas. Esto supuso una interrupción en su carrera y la dificultad de encontrar papeles. Finalmente obtuvo la oportunidad de trabajar como actor de carácter, encarnando a personajes de cierta edad, sabios y respetables, consiguiendo de nuevo cierta fama, aunque sin alcanzar el estrellato obtenido en los años anteriores. En los primeros años 1950 su poderosa presencia y frescura casi habían desaparecido, a lo cual influía su cada vez mayor alcoholismo. Sin embargo, continuó trabajando en el cine hasta una edad avanzada. 
Hans Albers falleció en 1960 en un sanatorio cercano al Lago de Starnberg, a causa de una hemorragia interna. Fue enterrado en Hamburgo, en el Cementerio de Ohlsdorf.

## Selección de su filmografía
| - Jahreszeiten des Lebens, de Franz Hofer (1915) - Rauschgold, de H. Derweyn (1917) - Rache des Gefallenen (1917) - Das Spitzentuch der Fürstin Wolkowska, de Josef Stein y Robert Reinert (1917) - Die Tochter der Gräfin Stachowska, de Otto Rippert (1917) - Liebe und Leben, 1. Teil - Die Seele des Kindes, de Walter Schmidthässler (1918) - Leuchtende Punkte, de Georg Alexander (1918) - Irrwege der Liebe, de Josef Stein (1918) - Halkas Gelöbnis, de Alfred Halm (1918) - Der Mut zur Sünde, de Heinrich Bolten-Baeckers y Robert Leffler (1918) - Der Fluch des Nuri, de Carl Boese (1918) - Das Lied der Colombine, de Emil Justitz (1918) - Das Licht des Lebens, de Josef Stein (1918) - Baroneßchen auf Strafurlaub, de Otto Rippert (1918) - Am Scheidewege, de Alfred Halm (1918) - Die Dreizehn, de Alfred Halm (1918) - Sadja, de Adolf Gärtner y Erik Lund (1918) - Der Fürst, de Max Maschke (1921) - Die große und die kleine Welt, de Max Mack (1921) - Der falsche Dimitri, de Hans Steinhoff (1922) - Das schöne Abenteuer, de Manfred Noa (1924) - An der schönen blauen Donau, de Frederic Zelnik (1926) - Die Dollarprinzessin und ihre sechs Freier, de Felix Basch (1927) - Eine kleine Freundin braucht jeder Mann, de Paul Heidemann (1927) - En perfekt gentleman, de Vilhelm Bryde y Gösta Ekman (1927) - Es zogen drei Burschen, de Carl Wilhelm (1928) - Das Fräulein aus Argentinien, de Siegfried Philippi (1928) - Wer das Scheiden hat erfunden, de Wolfgang Neff (1928) - Weib in Flammen, de Max Reichmann (1928) | - Asfalto, de Joe May (1929) - Vererbte Triebe: Der Kampf ums neue Geschlecht, de Gustav Ucicky (1929) - Drei machen ihr Glück, de Carl Wilhelm (1929) - El ángel azul, de Josef von Sternberg (1930) - Der Greifer, de Richard Eichberg (1930) - Bomben auf Monte Carlo, de Hanns Schwarz (1931) - Der Sieger, de Hans Hinrich y Paul Martin (1932) - Quick, de Robert Siodmak (1932) - F.P. 1 antwortet nicht, de Karl Hartl (1932) - Ein gewisser Herr Gran, de Gerhard Lamprecht (1933) - Flüchtlinge, de Gustav Ucicky (1933) - Gold, de Karl Hartl (1934) - Peer Gynt, de Fritz Wendhausen (1934) - Variétés, de Nicolas Farkas (1935) - Henker, Frauen und Soldaten, de Johannes Meyer (1935) - Savoy-Hotel 217, de Gustav Ucicky (1936) - Der Mann, der Sherlock Holmes war, de Karl Hartl (1937) - Die gelbe Flagge, de Gerhard Lamprecht (1937) - Fahrendes Volk, de Jacques Feyder (1938) - Sergeant Berry, de Herbert Selpin (1938) - Wasser für Canitoga, de Herbert Selpin (1939) - Trenck, der Pandur, de Herbert Selpin (1940) - Münchhausen, de Josef von Báky (1943) - Föhn, de Rolf Hansen (1950) - Nachts auf den Straßen, de Rudolf Jugert (1952) - Auf der Reeperbahn nachts um halb eins, de Wolfgang Liebeneiner (1954) - I fidanzati della morte, de Romolo Marcellini (1957) - Der tolle Bomberg, de Rolf Thiele (1957) - Das Herz von St. Pauli, de Eugen York (1957) - Der Greifer, de Eugen York (1958) - Der Mann im Strom, de Eugen York (1958) - 13 kleine Esel und der Sonnenhof, de Hans Deppe (1958) - Kein Engel ist so rein, de Wolfgang Becker (1960) |

## Selección de sus canciones
- 1931: Das ist die Liebe der Matrose (del filme Bomben auf Monte Carlo)
- 1931: Kind, du brauchst nicht weinen (del filme Der Draufgänger)
- 1932: Flieger, grüß' mit mir die Sonne (del filme F.P. 1 antwortet nicht)
- 1932: Hoppla, jetzt komm' ich (del filme Der Sieger)
- 1932: Komm' auf die Schaukel, Luise (del espectáculo teatral Liliom)
- 1932: Komm und spiel mit mir (del filme Quick)
- 1933: Mein Gorilla hat 'ne Villa im Zoo (del filme Heut kommt's drauf an)
- 1936: In meinem Herzen Schatz, da ist für viele Platz (del filme Savoy-Hotel 217)
- 1937: Jawohl, meine Herrn [con Heinz Rühmann] (del filme Der Mann, der Sherlock Holmes war)
- 1939: Good bye, Jonny (del filme Wasser für Canitoga)
- 1944: La Paloma (del filme Große Freiheit Nr. 7)
- 1944: Auf der Reeperbahn nachts um halb eins (del filme Große Freiheit Nr. 7)
- 1952: Kleine weiße Möwe (del filme Käpt'n Bay-Bay)
- 1952: Nimm mich mit, Kapitän, auf die Reise (del filme Käpt'n Bay-Bay)
- 1954: Auf der Reeperbahn nachts um halb eins (del filme Auf der Reeperbahn nachts um halb eins)
- 1954: Komm auf die Schaukel, Luise (del filme Auf der Reeperbahn nachts um halb eins)
- 1957: Das Herz von St. Pauli (del filme Das Herz von St. Pauli)
- 1959: Mein Junge, halt die Füße still (del filme Dreizehn alte Esel)